# Soulanges
Soulanges ist eine französische Gemeinde im Département Marne in der Region Grand Est. Sie hat eine Fläche von 12,55 km² und 457 Einwohner (2022).

## Geografie
Die Gemeinde Soulanges liegt an der Marne und am parallel verlaufenden Marne-Seitenkanal, etwa neun Kilometer nordwestlich von Vitry-le-François. Umgeben wird Soulanges von den Nachbargemeinden  Ablancourt im Norden, Aulnay-l’Aître im Nordosten, Saint-Amand-sur-Fion im Osten, Saint-Lumier-en-Champagne im Südosten, Couvrot und Loisy-sur-Marne im Süden, Drouilly im Südwesten, Pringy im Westen sowie Songy im Nordwesten.

## Bevölkerungsentwicklung
| Jahr                       | 1962 | 1968 | 1975 | 1982 | 1990 | 1999 | 2006 | 2012 | 2018 |
| -------------------------- | ---- | ---- | ---- | ---- | ---- | ---- | ---- | ---- | ---- |
| Einwohner                  | 476  | 495  | 448  | 520  | 547  | 447  | 462  | 487  | 468  |
| Quellen: Cassini und INSEE |      |      |      |      |      |      |      |      |      |